# Limnophora spreta
Limnophora spreta är en tvåvingeart som beskrevs av Malloch 1921. Limnophora spreta ingår i släktet Limnophora och familjen husflugor. Inga underarter finns listade i Catalogue of Life.